# ديانا جي. غالاغير
ديانا جي. غالاغير (بالإنجليزية: Diana G. Gallagher)‏ (1946، باترسون في الولايات المتحدة)؛ كاتبة للأطفال، كاتِبة وروائية أمريكية.

## روابط خارجية
- ديانا جي. غالاغير على موقع ميوزك برينز (الإنجليزية)